# Cueva de El Toro
La Cueva de El Toro es una cavidad situada en el Paraje Natural de El Torcal (Antequera, provincia de Málaga), a una altitud de 1190 metros sobre el nivel del mar, que contiene un importante yacimiento arqueológico con una ocupación fundamentalmente del Neolítico antiguo y reciente. Declarada Bien de Interés Cultural, con la tipología de Zona Arqueológica, el 23 de febrero de 2016. Forma parte del Sitio de los Dólmenes de Antequera, declarado Patrimonio Mundial el 15 de julio de 2016. 

## Descripción
La cueva de El Toro muestra una estructura interna con grandes bloques caídos en un momento anterior a la ocupación humana.  Durante el primer cuarto del cuarto milenio se produciría un cambio estructural de la misma, posiblemente como resultado de un movimiento tectónico o de un colapso del sistema kárstico. Fruto de ello es el cierre de la entrada primitiva, la configuración de un nuevo acceso, la formación de una sima de 17 metros y la afección del relleno sedimentario en el sector sur.

## Historia de las investigaciones
Se han realizado al menos seis campañas de excavación (1977, 1980, 1981, 1985, 1988 y 2024), dirigidas por Dimas Martín Socas y María Dolores Camalich Massieu, de la Universidad de La Laguna. Los trabajos han permitido definir una secuencia estratificada de 2,40 metros de profundidad, articulada en cuatro fases:
- Fase I, de carácter superficial, donde se han identificado evidencias de la ocupación más reciente de la cueva, en época romana, medieval y moderna.
- Fase II, que data del final del III milenio a. C. y se caracteriza por una disminución en la ocupación con menor evidencia de restos materiales y actividades domésticas. La presencia de excrementos de rapaces sugiere una clara reducción de los períodos de habitación en estos momentos.
- Fase III, correspondiente al Neolítico reciente, con fecha de 5320-5170 AP (4250-3950 a. C.), se subdivide en Fases IIIB y IIIA, en función de las diferencias en las características de la habitación y, en consecuencia, en la intensidad de la ocupación. Estas diferencias deben estar relacionadas con los cambios estructurales producidos en la cueva después del colapso, resultado del propio sistema kárstico o del evento tectónico mencionado, que incluye el cierre de la entrada original. La más antigua, subfase IIIB, establecida a partir del último cuarto del V milenio a. C., la caracteriza la dualidad en el uso de la cavidad, resultado de la cohabitación de personas y animales, con un dominio de la oveja sobre la cabra. Igualmente, en este periodo se asiste a un notable aumento de las proporciones relativas de algunas especies cultivadas y a una mayor diversidad de recursos vegetales en explotación, tanto a nivel cuantitativo como cualitativo. Todas estas transformaciones van asociadas a cambios acusados en la tecnología y en las nuevas artesanías registradas, de forma que se asiste al momento de máximo desarrollo y diversificación de estas actividades asociadas al trabajo de la piedra, la textilería, el hueso o la cerámica. Entre esta fase y la correspondiente al Neolítico antiguo, se identifica un período de abandono del sitio, fundamentado en las dataciones absolutas que establecen un hiatus estimado en torno a los 600 años.
- Fase IV, Neolítico antiguo, fechado entre el 6200-5980 AP (5280-4780 a. C). El conjunto arqueológico incluye restos líticos, óseos y cerámicos, asociada a restos de fauna, fundamentalmente de ovicaprinos, y de semillas de cereales, así como de leguminosas. Los análisis funcionales del instrumental lítico tallado marca un predominio de las actividades de carnicería y procesamiento cárnico, junto con el evidencias del trabajo de hueso, madera, piel y arcilla. En cuanto a la producción cerámica se define por la diversidad tecnológica aplicada a las decoraciones y, en especial, su asociación recurrente con el almagre. Igualmente, asociadas a las actividades de la vida doméstica cotidiana, como el procesado de alimentos vegetales y cárnicos, tratamiento de las pieles o de fabricación cerámica, se han documentado prácticas de estabulación del ganado ovicaprino que evidencian una ocupación simultánea de las personas y los animales. Esta diversidad en la gestión del uso de la cavidad durante el Neolítico establece su carácter polifuncional. Además, es en esta fase de Neolítico antiguo donde se documentó dos conjuntos de material antropológico, que ha permitido demostrar las evidencias más antiguas de canibalismo en el Neolítico antiguo de la península ibérica, así como un cráneo copa que ha sido manipulado y transformado al interior de la cavidad.[4][5] En este contexto simbólico del Neolítico antiguo, destaca una pieza que, por su contorno y elementos que la conforman, representa la imagen esquematizada de una figura humana femenina, equiparándola con las tradicionalmente denominadas como Venus prehistóricas en su variada tipología.[6] Su estructura, que parece asociarse con una de las formas naturales de El Torcal, El Tornillo, se interpreta como expresión de la simbiosis ideológica desarrollada por la comunidad pastoril de la cueva de El Toro con el entorno de la sierra. Pero, también, como una manifestación del proceso identitario que se va gestando con el nuevo modelo de relaciones intersociales que ahora se articula en la zona.

## Valor cultural
La cueva de El Toro tiene un alto interés científico, histórico y arqueológico, pues constituye un excelente registro fósil de la historia de los grupos humanos que la habitaron durante la Prehistoria Reciente, convirtiéndola en uno de los ejemplos más cualificados del modelo de ocupación ganadera desarrollado en el territorio andaluz entre finales del VI y primer tercio del IV milenio a. C.

## Grado de protección
2016: declaración BIC de la Cueva de El Toro como Zona Arqueológica
2016ː Patrimonio Mundial en la figura de Sitio de los Dólmenes de Antequera